# Danh sách cầu thủ tham dự Giải vô địch bóng đá nữ U-17 thế giới 2012
Dưới đây là danh sách cầu thủ dự Giải vô địch bóng đá nữ U-17 thế giới 2012 tại Azerbaijan. Mỗi đội tuyển tham dự trình lên FIFA danh sách 21 cầu thủ, trong đó có ít nhất ba thủ môn. Danh sách các đội được công bố ngày 14 tháng 9 năm 2012.

## Bảng A

### Azerbaijan
Huấn luyện viên:  Sissy Raith
| Số | VT | Cầu thủ             | Ngày sinh (tuổi)            | Trận | Bàn | Câu lạc bộ          |
| -- | -- | ------------------- | --------------------------- | ---- | --- | ------------------- |
| 1  | TM | Aytaj Sharifova     | 8 tháng 1, 1997 (15 tuổi)   |      |     | BTI                 |
| 2  | HV | Zhala Mahsimova     | 2 tháng 9, 1996 (16 tuổi)   |      |     | Shahdag Samur       |
| 3  | TV | Zhala Mammadova     | 9 tháng 7, 1997 (15 tuổi)   |      |     | Fidan               |
| 4  | HV | Laman Baghirova     | 6 tháng 3, 1995 (17 tuổi)   |      |     | Sumgayit            |
| 5  | HV | Nargiz Omarova      | 19 tháng 2, 1995 (17 tuổi)  |      |     | Fidan               |
| 6  | TV | Maia Dangadze       | 7 tháng 6, 1996 (16 tuổi)   |      |     | Qax                 |
| 7  | HV | Amina Heydarova (c) | 28 tháng 2, 1995 (17 tuổi)  |      |     | Fidan               |
| 8  | TĐ | Aliya Valiyeva      | 14 tháng 1, 1995 (17 tuổi)  |      |     | BTI                 |
| 9  | TV | Sevinj Gurbanova    | 12 tháng 11, 1996 (15 tuổi) |      |     | Nyköping            |
| 10 | TV | Nigar Jalilli       | 15 tháng 1, 1997 (15 tuổi)  |      |     | Fidan               |
| 11 | HV | Shafag Nasirova     | 24 tháng 5, 1996 (16 tuổi)  |      |     | Sumgayit            |
| 12 | TM | Gunay Ismayilova    | 8 tháng 3, 1998 (14 tuổi)   |      |     | Fidan               |
| 13 | TV | Aysun Aliyeva       | 19 tháng 7, 1997 (15 tuổi)  |      |     | BTI                 |
| 14 | HV | Suheyla Iltar       | 17 tháng 3, 1997 (15 tuổi)  |      |     | Grün-Weiss Neukolin |
| 15 | HV | Kamilla Mammadova   | 31 tháng 8, 1996 (16 tuổi)  |      |     | BTI                 |
| 16 | TĐ | Melis Sarialtin     | 14 tháng 1, 1996 (16 tuổi)  |      |     | 1. FC Köln          |
| 17 | HV | Olya Shioshvili     | 12 tháng 2, 1995 (17 tuổi)  |      |     | Sumgayit            |
| 18 | TV | Leila Solmaz        | 11 tháng 12, 1995 (16 tuổi) |      |     | VfB Stuttgart       |
| 19 | TĐ | Susan Mansimova     | 9 tháng 9, 1997 (15 tuổi)   |      |     | BTI                 |
| 20 | TV | Sabrina Ronaghi     | 10 tháng 8, 1995 (17 tuổi)  |      |     | FFC Wacker München  |
| 21 | TM | Hulya Cin           | 8 tháng 11, 1995 (16 tuổi)  |      |     | 1817 Mainz          |

### Canada
Huấn luyện viên: Bryan Rosenfeld
| Số | VT | Cầu thủ               | Ngày sinh (tuổi)           | Trận | Bàn | Câu lạc bộ              |
| -- | -- | --------------------- | -------------------------- | ---- | --- | ----------------------- |
| 1  | TM | Kailen Sheridan       | 16 tháng 7, 1995 (17 tuổi) |      |     | Pickering SC            |
| 2  | HV | Lindsay Agnew         | 31 tháng 3, 1995 (17 tuổi) |      |     | Ohio Premier Eagles     |
| 3  | HV | Madeline Iozzi        | 5 tháng 3, 1995 (17 tuổi)  |      |     | Pickering SC            |
| 4  | TĐ | Summer Clarke         | 15 tháng 9, 1995 (17 tuổi) |      |     | Richmond Selects        |
| 5  | TV | Rebecca Quinn         | 11 tháng 8, 1995 (17 tuổi) |      |     | Erin Mills SC           |
| 6  | HV | Amanpreet Shergill    | 5 tháng 10, 1995 (16 tuổi) |      |     | Vancouver Whitecaps     |
| 7  | TV | Ashley Lawrence (c)   | 11 tháng 6, 1995 (17 tuổi) |      |     | Erin Mills SC           |
| 8  | TĐ | Jasmin Dhanda         | 10 tháng 9, 1995 (17 tuổi) |      |     | Vancouver Whitecaps     |
| 9  | TĐ | Amandine Pierre-Louis | 18 tháng 2, 1995 (17 tuổi) |      |     | Soccer St. Leonard      |
| 10 | TV | Valerie Sanderson     | 16 tháng 3, 1995 (17 tuổi) |      |     | FC Boisbriand           |
| 11 | TĐ | Nichelle Prince       | 19 tháng 2, 1995 (17 tuổi) |      |     | Pickering SC            |
| 12 | HV | Kadeisha Buchanan     | 5 tháng 11, 1995 (16 tuổi) |      |     | Erin Mills SC           |
| 13 | TV | Lizzy Raben           | 27 tháng 4, 1995 (17 tuổi) |      |     | Colorado Rush           |
| 14 | HV | Rebecca Pongetti      | 28 tháng 6, 1995 (17 tuổi) |      |     | Oakville Blue Stars     |
| 15 | HV | Victoria Pickett      | 12 tháng 8, 1996 (16 tuổi) |      |     | Glen Shields Sun Devils |
| 16 | TV | Emily Pietrangelo     | 23 tháng 8, 1995 (17 tuổi) |      |     | Erin Mills SC           |
| 17 | TV | Jordyn Listro         | 10 tháng 8, 1995 (17 tuổi) |      |     | Brams United            |
| 18 | TM | Taylor Bucklin        | 17 tháng 3, 1995 (17 tuổi) |      |     | CFC United              |
| 19 | HV | Nicole Loncar         | 19 tháng 6, 1995 (17 tuổi) |      |     | Brams United            |
| 20 | HV | Larisa Staub          | 15 tháng 9, 1995 (17 tuổi) |      |     | Southwest United        |
| 21 | TM | Maryse Bard-Martel    | 12 tháng 1, 1995 (17 tuổi) |      |     | FC Boisbriand           |

### Colombia
Huấn luyện viên: Fabian Taborda
| Số | VT | Cầu thủ             | Ngày sinh (tuổi)            | Trận | Bàn | Câu lạc bộ                 |
| -- | -- | ------------------- | --------------------------- | ---- | --- | -------------------------- |
| 1  | TM | Lissa Cardoza       | 4 tháng 9, 1995 (17 tuổi)   |      |     | CD Generaciones Palmiranas |
| 2  | HV | Diana Duarte        | 5 tháng 10, 1995 (16 tuổi)  |      |     | Club Gol Star              |
| 3  | HV | Ana Elena Verdeza   | 10 tháng 7, 1995 (17 tuổi)  |      |     | Elite                      |
| 4  | TV | Estefania Botero    | 14 tháng 3, 1995 (17 tuổi)  |      |     | Club Molino Viejo          |
| 5  | HV | Mariandrea Otero    | 31 tháng 5, 1995 (17 tuổi)  |      |     | Club Gol Star              |
| 6  | TĐ | Dayana Castillo (c) | 1 tháng 5, 1996 (16 tuổi)   |      |     | Elite                      |
| 7  | TV | Daniela Tamayo      | 26 tháng 9, 1995 (16 tuổi)  |      |     | Nacional                   |
| 8  | TV | Carolina Arbeláez   | 8 tháng 3, 1995 (17 tuổi)   |      |     | CD Formas Íntimas          |
| 9  | TĐ | Pamela Penaloza     | 5 tháng 12, 1996 (15 tuổi)  |      |     | Club Cota                  |
| 10 | TV | Leicy Santos        | 16 tháng 5, 1996 (16 tuổi)  |      |     | Club Besser                |
| 11 | TĐ | Nicole Regnier      | 28 tháng 2, 1995 (17 tuổi)  |      |     | Atlas                      |
| 12 | TM | Angie Mina          | 6 tháng 2, 1996 (16 tuổi)   |      |     | CD Sarmiento Lora          |
| 13 | TV | Laura Aguirre       | 10 tháng 1, 1996 (16 tuổi)  |      |     | CD Formas Íntimas          |
| 14 | TĐ | Juliana Ocampo      | 15 tháng 5, 1996 (16 tuổi)  |      |     | Club Gol Star              |
| 15 | HV | Maria Jaramillo     | 10 tháng 2, 1996 (16 tuổi)  |      |     | Michigan Gators            |
| 16 | TV | Anyella Martinez    | 23 tháng 2, 1995 (17 tuổi)  |      |     | City Futbol                |
| 17 | TV | Maria Villa         | 31 tháng 12, 1995 (16 tuổi) |      |     | Talentos Caldas            |
| 18 | TĐ | Gabriela Maldonado  | 25 tháng 11, 1996 (15 tuổi) |      |     | Club Gol Star              |
| 19 | TV | Marcela Restrepo    | 10 tháng 11, 1995 (16 tuổi) |      |     | CD Generaciones Palmiranas |
| 20 | TV | Karen Gutierrez     | 8 tháng 10, 1995 (16 tuổi)  |      |     | El Popular                 |
| 21 | TM | Valentina Tabares   | 2 tháng 4, 1995 (17 tuổi)   |      |     | Talentos Caldas            |

### Nigeria
Huấn luyện viên: Peter Dedevbo
| Số | VT | Cầu thủ                | Ngày sinh (tuổi)            | Trận | Bàn | Câu lạc bộ       |
| -- | -- | ---------------------- | --------------------------- | ---- | --- | ---------------- |
| 1  | TM | Gift Andy              | 10 tháng 4, 1995 (17 tuổi)  |      |     | Nasarawa Amazons |
| 2  | HV | Sarah Nnodim           | 25 tháng 12, 1995 (16 tuổi) |      |     | Adamawa Queens   |
| 3  | HV | Hauwa Abdullahi        | 4 tháng 11, 1996 (15 tuổi)  |      |     | FCT Queens       |
| 4  | TV | Oluchi Ofoegbu         | 20 tháng 7, 1995 (17 tuổi)  |      |     | Pelican Stars    |
| 5  | HV | Ugochi Emenayo         | 20 tháng 12, 1997 (14 tuổi) |      |     | Nasarawa Amazons |
| 6  | TV | Ihuoma Onyebuchi       | 10 tháng 12, 1997 (14 tuổi) |      |     | Rivers Angels    |
| 7  | TV | Chidinma Edeji         | 15 tháng 12, 1995 (16 tuổi) |      |     | Bayelsa Queens   |
| 8  | TV | Joy Bokiri             | 29 tháng 12, 1998 (13 tuổi) |      |     | Bayelsa Queens   |
| 9  | TĐ | Aminat Yakubu          | 25 tháng 12, 1997 (14 tuổi) |      |     | Robo             |
| 10 | TV | Tessy Biahwo           | 15 tháng 11, 1997 (14 tuổi) |      |     | Kogi Cone        |
| 11 | TĐ | Yetunde Adeboyejo      | 25 tháng 5, 1996 (16 tuổi)  |      |     | Inneh Queens     |
| 12 | TM | Sandra Chiichii        | 10 tháng 10, 1997 (14 tuổi) |      |     | Ibom Angels      |
| 13 | TĐ | Mabel Effiom           | 10 tháng 6, 1995 (17 tuổi)  |      |     | Ibom Angels      |
| 14 | TĐ | Halimatu Ayinde        | 16 tháng 5, 1995 (17 tuổi)  |      |     | Amazons Queens   |
| 15 | HV | Victoria Aidelomon (c) | 11 tháng 12, 1995 (16 tuổi) |      |     | Pelican Stars    |
| 16 | TĐ | Jiroro Idike           | 7 tháng 6, 1996 (16 tuổi)   |      |     | Delta Queens     |
| 17 | HV | Iheoma Amos            | 7 tháng 7, 1996 (16 tuổi)   |      |     | Inneh Queens     |
| 18 | HV | Ebere Okoye            | 3 tháng 12, 1995 (16 tuổi)  |      |     | Inneh Queens     |
| 19 | TĐ | Chinwendu Ihezuo       | 30 tháng 4, 1997 (15 tuổi)  |      |     | Pelican Stars    |
| 20 | TV | Eluemunor Ijeh         | 29 tháng 11, 1997 (14 tuổi) |      |     | Delta Queens     |
| 21 | TM | Rita Obeni             | 19 tháng 11, 1996 (15 tuổi) |      |     | Kogi Confluence  |

## Bảng B

### Pháp
Huấn luyện viên: Guy Ferrier
| Số | VT | Cầu thủ             | Ngày sinh (tuổi)           | Trận | Bàn | Câu lạc bộ                   |
| -- | -- | ------------------- | -------------------------- | ---- | --- | ---------------------------- |
| 1  | TM | Romane Bruneau      | 27 tháng 8, 1996 (16 tuổi) |      |     | ESOF Vendée La Roche-sur-Yon |
| 2  | HV | Amandine Blanc      | 5 tháng 3, 1996 (16 tuổi)  |      |     | FCF Monteux-Vaucluse         |
| 3  | TV | Ophelie Gahery      | 15 tháng 3, 1995 (17 tuổi) |      |     | Le Mans FC                   |
| 4  | TV | Aissatou Tounkara   | 16 tháng 3, 1995 (17 tuổi) |      |     | FCF Juvisy                   |
| 5  | HV | Griedge Mbock Bathy | 26 tháng 2, 1995 (17 tuổi) |      |     | EA Guingamp                  |
| 6  | TV | Candice Gherbi      | 5 tháng 9, 1995 (17 tuổi)  |      |     | AS Saint-Etienne             |
| 7  | TĐ | Lea Declercq        | 12 tháng 5, 1995 (17 tuổi) |      |     | FCF Hénin-Beaumont           |
| 8  | TV | Laura Blanchard     | 3 tháng 8, 1995 (17 tuổi)  |      |     | Dijon FCO                    |
| 9  | TĐ | Kadidiatou Diani    | 1 tháng 4, 1995 (17 tuổi)  |      |     | FCF Juvisy                   |
| 10 | TV | Sandie Toletti (c)  | 13 tháng 7, 1995 (17 tuổi) |      |     | Montpellier HSC              |
| 11 | TĐ | Pauline Cousin      | 4 tháng 2, 1995 (17 tuổi)  |      |     | FCF Henin-Beaumont           |
| 12 | TĐ | Laurie Saulnier     | 8 tháng 5, 1995 (17 tuổi)  |      |     | FCF Monteux-Vaucluse         |
| 13 | HV | Marion Romanelli    | 24 tháng 7, 1996 (16 tuổi) |      |     | FCF Monteux-Vaucluse         |
| 14 | TV | Ghoutia Karchouni   | 29 tháng 5, 1995 (17 tuổi) |      |     | Olympique Lyonnais           |
| 15 | HV | Noemie Carage       | 9 tháng 9, 1996 (16 tuổi)  |      |     | Olympique Lyonnais           |
| 16 | TM | Claire Jacob        | 3 tháng 5, 1996 (16 tuổi)  |      |     | Arras FCF                    |
| 17 | TV | Alexandra Atamaniuk | 11 tháng 6, 1995 (17 tuổi) |      |     | FC Vendenheim                |
| 18 | TV | Onema Geyoro        | 2 tháng 7, 1997 (15 tuổi)  |      |     | Paris Saint-Germain          |
| 19 | TV | Juliane Gathrat     | 24 tháng 8, 1996 (16 tuổi) |      |     | AS Algrange                  |
| 20 | TV | Delphine Cascarino  | 5 tháng 2, 1997 (15 tuổi)  |      |     | Olympique Lyonnais           |
| 21 | TM | Cindy Perrault      | 26 tháng 1, 1996 (16 tuổi) |      |     | Olympique Lyonnais           |

### Gambia
Huấn luyện viên: Buba Jallow
| Số | VT | Cầu thủ          | Ngày sinh (tuổi)            | Trận | Bàn | Câu lạc bộ      |
| -- | -- | ---------------- | --------------------------- | ---- | --- | --------------- |
| 1  | TM | Aminata Gaye     | 3 tháng 3, 1996 (16 tuổi)   |      |     | Interior        |
| 2  | HV | Amie Jarju (c)   | 15 tháng 9, 1996 (16 tuổi)  |      |     | Interior        |
| 3  | HV | Anna Nyassi      | 12 tháng 4, 1996 (16 tuổi)  |      |     | Armed Forces    |
| 4  | HV | Mariama Bojang   | 3 tháng 10, 1997 (14 tuổi)  |      |     | Red Scorpions   |
| 5  | TV | Binta Colley     | 11 tháng 10, 1997 (14 tuổi) |      |     | Abuko United FC |
| 6  | TV | Ndey Beyai       | 22 tháng 11, 1996 (15 tuổi) |      |     | Abuko United FC |
| 7  | TV | Fatou Darboe     | 29 tháng 11, 1997 (14 tuổi) |      |     | Interior        |
| 8  | TĐ | Penda Bah        | 17 tháng 8, 1998 (14 tuổi)  |      |     | Makasutu        |
| 9  | TV | Sainey Sissohore | 30 tháng 12, 1998 (13 tuổi) |      |     | Abuko United FC |
| 10 | TĐ | Adama Tamba      | 29 tháng 8, 1998 (14 tuổi)  |      |     | Red Scorpions   |
| 11 | HV | Awa Tamba        | 29 tháng 8, 1998 (14 tuổi)  |      |     | Red Scorpions   |
| 12 | TĐ | Awa Demba        | 9 tháng 8, 1997 (15 tuổi)   |      |     | Interior        |
| 13 | TV | Maria Camara     | 1 tháng 10, 1997 (14 tuổi)  |      |     | Red Scorpions   |
| 14 | TV | Veronic Malack   | 25 tháng 12, 1997 (14 tuổi) |      |     | Interior        |
| 15 | TV | Fatoumata Gibba  | 21 tháng 7, 1996 (16 tuổi)  |      |     | Armed Forces    |
| 16 | HV | Serreh Jatta     | 12 tháng 3, 1997 (15 tuổi)  |      |     | Interior        |
| 17 | HV | Fatou Fatty      | 11 tháng 11, 1997 (14 tuổi) |      |     | Red Scorpions   |
| 18 | TM | Mariama Ceesay   | 22 tháng 1, 1998 (14 tuổi)  |      |     | Red Scorpions   |
| 19 | TV | Metta Sanneh     | 10 tháng 2, 1998 (14 tuổi)  |      |     | Makasutu        |
| 20 | TĐ | Isatou Jallow    | 10 tháng 10, 1997 (14 tuổi) |      |     | Interior        |
| 21 | TM | Fatim Jawara     | 10 tháng 3, 1997 (15 tuổi)  |      |     | Red Scorpions   |

### CHDCND Triều Tiên
Huấn luyện viên: Hwang Yong Bong
| Số | VT | Cầu thủ            | Ngày sinh (tuổi)            | Trận | Bàn | Câu lạc bộ                     |
| -- | -- | ------------------ | --------------------------- | ---- | --- | ------------------------------ |
| 1  | TM | Jang Yong Sim      | 22 tháng 7, 1995 (17 tuổi)  |      |     | Wolmido                        |
| 2  | HV | Kim Un I           | 2 tháng 1, 1996 (16 tuổi)   |      |     | Amrokgang                      |
| 3  | HV | Pak Sun Gyong      | 14 tháng 3, 1996 (16 tuổi)  |      |     | Thành phố Bình Nhưỡng          |
| 4  | HV | Choe Sol Gyong     | 14 tháng 9, 1996 (16 tuổi)  |      |     | Rimyongsu                      |
| 5  | TV | Kim Hyang Ran      | 22 tháng 1, 1995 (17 tuổi)  |      |     | Câu lạc bộ thể thao 25 tháng 4 |
| 6  | HV | Kim Hyang-mi       | 1 tháng 9, 1995 (17 tuổi)   |      |     | Kalmaegi                       |
| 7  | TV | Choe Yun Gyong     | 29 tháng 10, 1995 (16 tuổi) |      |     | Câu lạc bộ thể thao 25 tháng 4 |
| 8  | TV | Choe Hyang Mi      | 22 tháng 3, 1995 (17 tuổi)  |      |     | Rimyongsu                      |
| 9  | TV | Ri Hyang Sim       | 23 tháng 3, 1996 (16 tuổi)  |      |     | Amrokgang                      |
| 10 | TĐ | Ri Un Sim          | 20 tháng 5, 1996 (16 tuổi)  |      |     | Câu lạc bộ thể thao 25 tháng 4 |
| 11 | TV | Kim Phyong Hwa     | 28 tháng 11, 1996 (15 tuổi) |      |     | Hwangryongsan                  |
| 12 | HV | Jon So Yon         | 25 tháng 7, 1996 (16 tuổi)  |      |     | Câu lạc bộ thể thao 25 tháng 4 |
| 13 | TĐ | Jo Ryon Hwa        | 13 tháng 1, 1996 (16 tuổi)  |      |     | Wolmido                        |
| 14 | TV | Ri Kum-suk         | 7 tháng 12, 1995 (16 tuổi)  |      |     | Sobaeksu                       |
| 15 | TV | Choe Chung Bok (c) | 3 tháng 7, 1996 (16 tuổi)   |      |     | Câu lạc bộ thể thao 25 tháng 4 |
| 16 | TV | Ri Un Yong         | 1 tháng 9, 1996 (16 tuổi)   |      |     | Sobaeksu                       |
| 17 | TV | Kim Un Hwa         | 28 tháng 8, 1996 (16 tuổi)  |      |     | Mangyongbong                   |
| 18 | TM | Rim Yong Hwa       | 20 tháng 1, 1996 (16 tuổi)  |      |     | Sobaeksu                       |
| 19 | TĐ | Ri Kyong Hyang     | 10 tháng 6, 1996 (16 tuổi)  |      |     | Câu lạc bộ thể thao 25 tháng 4 |
| 20 | TĐ | Kim So Hyang       | 2 tháng 1, 1996 (16 tuổi)   |      |     | Sobaeksu                       |
| 21 | TM | Jong Un Ha         | 23 tháng 2, 1996 (16 tuổi)  |      |     | Amrokgang                      |

### Hoa Kỳ
Huấn luyện viên: Albertin Montoya
| Số | VT | Cầu thủ            | Ngày sinh (tuổi)            | Trận | Bàn | Câu lạc bộ          |
| -- | -- | ------------------ | --------------------------- | ---- | --- | ------------------- |
| 1  | TM | Jane Campbell      | 17 tháng 2, 1995 (17 tuổi)  |      |     | Concorde Fire South |
| 2  | TĐ | Emily Bruder       | 18 tháng 2, 1995 (17 tuổi)  |      |     | Utah Avalanche      |
| 3  | HV | Brittany Basinger  | 30 tháng 6, 1995 (17 tuổi)  |      |     | FC Virginia         |
| 4  | TV | Joanna Boyles      | 13 tháng 11, 1995 (16 tuổi) |      |     | Chelsea Ladies      |
| 5  | HV | Maddie Bauer       | 20 tháng 3, 1995 (17 tuổi)  |      |     | Slammers FC         |
| 6  | TĐ | Summer Green       | 2 tháng 5, 1995 (17 tuổi)   |      |     | Michigan Hawks      |
| 7  | HV | Gabbi Miranda      | 27 tháng 9, 1995 (16 tuổi)  |      |     | Colorado Rush       |
| 8  | TĐ | Amber Munerlyn     | 15 tháng 1, 1995 (17 tuổi)  |      |     | So Cal Blues        |
| 9  | TV | Lauren Kaskie      | 18 tháng 9, 1995 (17 tuổi)  |      |     | Heat FC             |
| 10 | TV | Morgan Andrews (c) | 25 tháng 3, 1995 (17 tuổi)  |      |     | FC Stars of Mass    |
| 11 | TV | Toni Payne         | 22 tháng 4, 1995 (17 tuổi)  |      |     | Concorde Fire       |
| 12 | HV | Mandy Freeman      | 23 tháng 3, 1995 (17 tuổi)  |      |     | Coral Springs Utd.  |
| 13 | HV | Lizzy Raben        | 27 tháng 4, 1995 (17 tuổi)  |      |     | Colorado Rush       |
| 14 | HV | Morgan Reid        | 13 tháng 6, 1995 (17 tuổi)  |      |     | Chelsea Ladies      |
| 15 | HV | Claire Wagner      | 15 tháng 7, 1995 (17 tuổi)  |      |     | Chelsea Ladies      |
| 16 | TV | Morgan Stanton     | 2 tháng 4, 1995 (17 tuổi)   |      |     | Colorado Rush       |
| 17 | TV | Andi Sullivan      | 20 tháng 12, 1995 (16 tuổi) |      |     | Bethesda SC         |
| 18 | TM | Cassie Miller      | 28 tháng 4, 1995 (17 tuổi)  |      |     | Sereno FC           |
| 19 | TĐ | Maggie Purce       | 18 tháng 9, 1995 (17 tuổi)  |      |     | Freestate Soccer    |
| 20 | TM | Morgan Stearns     | 19 tháng 1, 1995 (17 tuổi)  |      |     | McLean MPS Power    |
| 21 | TĐ | Darian Jenkins     | 5 tháng 1, 1995 (17 tuổi)   |      |     | Sparta SC           |

## Bảng C

### Brasil
Huấn luyện viên: Edvaldo Erlacher
| Số | VT | Cầu thủ                                 | Ngày sinh (tuổi)            | Trận | Bàn | Câu lạc bộ             |
| -- | -- | --------------------------------------- | --------------------------- | ---- | --- | ---------------------- |
| 1  | TM | Nicole Nascimento de Medeiros           | 14 tháng 8, 1995 (17 tuổi)  |      |     | Botafogo               |
| 2  | HV | Julia Bianchi                           | 7 tháng 10, 1997 (14 tuổi)  |      |     | Kindermann             |
| 3  | TV | Andressa dos Santos Soares              | 23 tháng 4, 1995 (17 tuổi)  |      |     | Assai                  |
| 4  | HV | Caroline dos Santos Gomes               | 22 tháng 6, 1995 (17 tuổi)  |      |     | Porto Alegre           |
| 5  | TV | Camila Adriana Rodrigues                | 29 tháng 7, 1995 (17 tuổi)  |      |     | São Jose               |
| 6  | HV | Leticia Silva de Albuquerque            | 24 tháng 5, 1995 (17 tuổi)  |      |     | Kindermann             |
| 7  | TV | Mayara Andreia Vaz Moreira              | 22 tháng 4, 1995 (17 tuổi)  |      |     | ESMAC                  |
| 8  | TV | Djenifer Becker                         | 25 tháng 6, 1995 (17 tuổi)  |      |     | Kindermann             |
| 9  | TĐ | Byanca Beatriz Alves de Araujo          | 23 tháng 11, 1995 (16 tuổi) |      |     | Vasco da Gama          |
| 10 | TV | Andressa (c)                            | 1 tháng 5, 1995 (17 tuổi)   |      |     | Kindermann             |
| 11 | TV | Gabrielly Salgado Soares                | 24 tháng 7, 1995 (17 tuổi)  |      |     | Vasco da Gama          |
| 12 | TM | Taina Suelen Borges de Oliveira         | 1 tháng 5, 1995 (17 tuổi)   |      |     | Centro Olímpico        |
| 13 | TĐ | Monica Danieli Bohm                     | 7 tháng 8, 1996 (16 tuổi)   |      |     | Kindermann             |
| 14 | TĐ | Maxinny Lucia Pereira Damasceno         | 3 tháng 2, 1995 (17 tuổi)   |      |     | Buzios                 |
| 15 | TV | Chaiane Locatelli                       | 20 tháng 2, 1995 (17 tuổi)  |      |     | Kindermann             |
| 16 | HV | Natane Locatelli                        | 20 tháng 2, 1995 (17 tuổi)  |      |     | Kindermann             |
| 17 | HV | Ana Clara Vale Lopes                    | 21 tháng 5, 1995 (17 tuổi)  |      |     | Vasco da Gama          |
| 18 | TĐ | Gabrielle Jordão Portilho               | 18 tháng 7, 1995 (17 tuổi)  |      |     | Kindermann             |
| 19 | TĐ | Jenyffer Leonela Nascimento de Oliveira | 28 tháng 3, 1995 (17 tuổi)  |      |     | Vitória de Santo Antão |
| 20 | TV | Brena Carolina Vianna de Oliveira       | 28 tháng 10, 1996 (15 tuổi) |      |     | Vasco da Gama          |
| 21 | TM | Ana Beatriz Paredes Ribeiro             | 25 tháng 4, 1996 (16 tuổi)  |      |     | Vasco da Gama          |

### México
Huấn luyện viên: Cristopher Cuellar

| Số | VT | Cầu thủ              | Ngày sinh (tuổi)            | Trận | Bàn | Câu lạc bộ               |
| -- | -- | -------------------- | --------------------------- | ---- | --- | ------------------------ |
| 1  | TM | Gabriel Paz          | 21 tháng 12, 1995 (16 tuổi) |      |     | ITESM Guadalajara        |
| 2  | HV | Jacqueline Rodriguez | 7 tháng 9, 1996 (16 tuổi)   |      |     | CEFOR Tequixquiac        |
| 3  | HV | Jessica Valadez      | 24 tháng 11, 1995 (16 tuổi) |      |     | Camarillo Eagles         |
| 4  | HV | Jocelyn Orejel       | 14 tháng 11, 1996 (15 tuổi) |      |     | So Cal Blues             |
| 5  | HV | Paulina Solis        | 13 tháng 3, 1996 (16 tuổi)  |      |     | Colegio Once             |
| 6  | TV | Karla Nieto          | 9 tháng 1, 1995 (17 tuổi)   |      |     | Galeana Morelos          |
| 7  | TĐ | Taylor Alvarado      | 1 tháng 3, 1995 (17 tuổi)   |      |     | Camarillo Eagles         |
| 8  | TV | Greta Espinoza       | 5 tháng 6, 1995 (17 tuổi)   |      |     | Juventus Femenil Tijuana |
| 9  | TĐ | Luz Duarte           | 29 tháng 8, 1995 (17 tuổi)  |      |     | Lady Jaguars             |
| 10 | TV | Cynthia Pineda (c)   | 4 tháng 2, 1995 (17 tuổi)   |      |     | Sockers                  |
| 11 | TĐ | Samantha Arellano    | 21 tháng 8, 1995 (17 tuổi)  |      |     | San Diego Utd            |
| 12 | TM | Esthefanny Barreras  | 2 tháng 11, 1996 (15 tuổi)  |      |     | Sereno                   |
| 13 | HV | Paola Urbieta        | 16 tháng 2, 1995 (17 tuổi)  |      |     | CEDEFUT Auriazules       |
| 14 | HV | Fernanda Perez       | 12 tháng 1, 1995 (17 tuổi)  |      |     | Colegio Once             |
| 15 | TV | Mariana Cadena       | 13 tháng 2, 1995 (17 tuổi)  |      |     | ITESM Monterrey          |
| 16 | TV | Michelle Gonzalez    | 20 tháng 7, 1995 (17 tuổi)  |      |     | PUMAS UNAM               |
| 17 | TV | Natalie Rivas        | 11 tháng 1, 1995 (17 tuổi)  |      |     | Real So Cal              |
| 18 | TĐ | Hallie Hernandez     | 8 tháng 9, 1995 (17 tuổi)   |      |     | LA Blues                 |
| 19 | TĐ | Gabriela Alvarez     | 21 tháng 2, 1996 (16 tuổi)  |      |     | Atletico Cora            |
| 20 | TĐ | Jenny Chiu           | 25 tháng 9, 1995 (16 tuổi)  |      |     | El Paso Galaxy           |
| 21 | TM | Adela Meza           | 5 tháng 1, 1996 (16 tuổi)   |      |     | CEFOR Jaguares           |

### New Zealand
Huấn luyện viên: Paul Temple

| Số | VT | Cầu thủ                | Ngày sinh (tuổi)            | Trận | Bàn | Câu lạc bộ             |
| -- | -- | ---------------------- | --------------------------- | ---- | --- | ---------------------- |
| 1  | TM | Lily Alfed             | 4 tháng 8, 1995 (17 tuổi)   |      |     | Coastal Spirit FC      |
| 2  | HV | Meikayla Moore         | 4 tháng 6, 1996 (16 tuổi)   |      |     | Coastal Spirit FC      |
| 3  | HV | Laura Merrin           | 12 tháng 8, 1995 (17 tuổi)  |      |     | Coastal Spirit FC      |
| 4  | HV | Catherine Bott (c)     | 22 tháng 4, 1995 (17 tuổi)  |      |     | Lynn-Avon United       |
| 5  | HV | Emily Jensen           | 22 tháng 8, 1995 (17 tuổi)  |      |     | Three Kings United     |
| 6  | TV | Hannah Carlsen         | 25 tháng 11, 1995 (16 tuổi) |      |     | Forrest Hill Milford   |
| 7  | TĐ | Jasmine Pereira        | 20 tháng 7, 1996 (16 tuổi)  |      |     | Three Kings United     |
| 8  | TV | Daisy Cleverley        | 30 tháng 4, 1997 (15 tuổi)  |      |     | Lynn-Avon United       |
| 9  | TĐ | Martine Puketapu       | 16 tháng 9, 1997 (15 tuổi)  |      |     | Three Kings United     |
| 10 | TV | Emma Fletcher          | 4 tháng 2, 1995 (17 tuổi)   |      |     | Vancouver Whitecaps FC |
| 11 | TĐ | Briar Palmer           | 1 tháng 7, 1995 (17 tuổi)   |      |     | Waterside Karori AFC   |
| 12 | HV | Megan Robertson        | 1 tháng 8, 1995 (17 tuổi)   |      |     | Waterside Karori AFC   |
| 13 | HV | Megan Lee              | 7 tháng 2, 1995 (17 tuổi)   |      |     | LSU Tigers             |
| 14 | TV | Jessica Innes          | 5 tháng 6, 1995 (17 tuổi)   |      |     | Glenfield Rovers       |
| 15 | TĐ | Lauren Dabner          | 4 tháng 1, 1996 (16 tuổi)   |      |     | Coastal Spirit FC      |
| 16 | TM | Ronisa Lipi            | 27 tháng 8, 1995 (17 tuổi)  |      |     | Waterside Karori AFC   |
| 17 | TĐ | Emily Oosterhof        | 10 tháng 2, 1997 (15 tuổi)  |      |     | Glenfield Rovers       |
| 18 | TĐ | Emma Rolston           | 10 tháng 11, 1996 (15 tuổi) |      |     | Waterside Karori AFC   |
| 19 | TĐ | Tayla Christensen      | 31 tháng 8, 1997 (15 tuổi)  |      |     | Melville United        |
| 20 | TM | Emma Taylor            | 5 tháng 10, 1995 (16 tuổi)  |      |     | Glenfield Rovers       |
| 21 | HV | Courteney van Lieshout | 11 tháng 12, 1995 (16 tuổi) |      |     | Pukekohe AFC           |

### Nhật Bản
Huấn luyện viên: Yoshida Hiroshi
| Số | VT | Cầu thủ          | Ngày sinh (tuổi)            | Trận | Bàn | Câu lạc bộ                |
| -- | -- | ---------------- | --------------------------- | ---- | --- | ------------------------- |
| 1  | TM | Inoue Nene       | 28 tháng 6, 1995 (17 tuổi)  |      |     | JFA Academy Fukushima     |
| 2  | HV | Ishii Saki       | 3 tháng 7, 1995 (17 tuổi)   |      |     | Urawa Red Diamonds Ladies |
| 3  | HV | Miyake Shiori    | 13 tháng 10, 1995 (16 tuổi) |      |     | JFA Academy Fukushima     |
| 4  | HV | Norimatsu Ruka   | 30 tháng 1, 1996 (16 tuổi)  |      |     | JFA Academy Fukushima     |
| 5  | HV | Manya Miho       | 5 tháng 11, 1996 (15 tuổi)  |      |     | Hinomoto Gakuen           |
| 6  | TV | Nakamura Mizuki  | 15 tháng 8, 1995 (17 tuổi)  |      |     | Urawa Red Diamonds Ladies |
| 7  | TV | Sugita Hina      | 31 tháng 1, 1997 (15 tuổi)  |      |     | Fujieda Junshin           |
| 8  | TV | Itō Miki         | 10 tháng 9, 1995 (17 tuổi)  |      |     | Tokiwagi Gakuen           |
| 9  | TV | Narumiya Yui (c) | 22 tháng 2, 1995 (17 tuổi)  |      |     | JFA Academy Fukushima     |
| 10 | TĐ | Masuya Rika      | 14 tháng 9, 1995 (17 tuổi)  |      |     | JFA Academy Fukushima     |
| 11 | TV | Sumida Rin       | 12 tháng 1, 1996 (16 tuổi)  |      |     | NTV Beleza                |
| 12 | TM | Hirao Chika      | 31 tháng 12, 1996 (15 tuổi) |      |     | JFA Academy Fukushima     |
| 13 | HV | Shimizu Risa     | 15 tháng 6, 1996 (16 tuổi)  |      |     | NTV Menina                |
| 14 | HV | Matsubara Arisa  | 1 tháng 5, 1995 (17 tuổi)   |      |     | Daishō Gakuen             |
| 15 | HV | Kojima Miku      | 30 tháng 8, 1996 (16 tuổi)  |      |     | JFA Academy Fukushima     |
| 16 | TV | Inoue Ayaka      | 15 tháng 1, 1995 (17 tuổi)  |      |     | Kawachi SC Juvenile       |
| 17 | TV | Hasegawa Yui     | 29 tháng 1, 1997 (15 tuổi)  |      |     | NTV Menina                |
| 18 | TV | Momiki Yuka      | 9 tháng 4, 1996 (16 tuổi)   |      |     | NTV Beleza                |
| 19 | TV | Nishikawa Ayaka  | 2 tháng 4, 1996 (16 tuổi)   |      |     | Tokiwagi Gakuen           |
| 20 | TĐ | Shiraki Akari    | 4 tháng 11, 1996 (15 tuổi)  |      |     | Tokiwagi Gakuen           |
| 21 | TM | Otaka Eri        | 10 tháng 5, 1995 (17 tuổi)  |      |     | Hinomoto Gakuen           |

## Bảng D

### Đức
Huấn luyện viên: Anouschka Bernhard

| Số | VT | Cầu thủ          | Ngày sinh (tuổi)            | Trận | Bàn | Câu lạc bộ             |
| -- | -- | ---------------- | --------------------------- | ---- | --- | ---------------------- |
| 1  | TM | Merle Frohms     | 28 tháng 1, 1995 (17 tuổi)  |      |     | VfL Wolfsburg          |
| 2  | HV | Sarah Schulte    | 8 tháng 6, 1995 (17 tuổi)   |      |     | SV Meppen              |
| 3  | HV | Sharon Beck      | 22 tháng 3, 1995 (17 tuổi)  |      |     | SGS Essen              |
| 4  | HV | Laura Leluschko  | 30 tháng 10, 1995 (16 tuổi) |      |     | Bayer Leverkusen       |
| 5  | HV | Lena Lückel      | 9 tháng 8, 1995 (17 tuổi)   |      |     | FSV Gütersloh 2009     |
| 6  | TV | Daria Streng     | 22 tháng 5, 1995 (17 tuổi)  |      |     | FCR 2001 Duisburg      |
| 7  | TV | Vivien Beil      | 12 tháng 12, 1995 (16 tuổi) |      |     | FF USV Jena            |
| 8  | TV | Theresa Panfil   | 13 tháng 11, 1995 (16 tuổi) |      |     | 1. FFC Frankfurt       |
| 9  | TV | Ricarda Kießling | 23 tháng 6, 1996 (16 tuổi)  |      |     | TSV 1861 Nördlingen    |
| 10 | TV | Sara Däbritz (c) | 15 tháng 2, 1995 (17 tuổi)  |      |     | SC Freiburg            |
| 11 | TV | Manjou Wilde     | 19 tháng 4, 1995 (17 tuổi)  |      |     | SV Werder Bremen       |
| 12 | TM | Teresa Straub    | 10 tháng 8, 1995 (17 tuổi)  |      |     | SC Freiburg            |
| 13 | HV | Franziska Jaser  | 20 tháng 1, 1996 (16 tuổi)  |      |     | TSG Thannhausen        |
| 14 | HV | Wibke Meister    | 12 tháng 3, 1995 (17 tuổi)  |      |     | 1. FFC Turbine Potsdam |
| 15 | TV | Pauline Bremer   | 10 tháng 4, 1996 (16 tuổi)  |      |     | 1. FFC Turbine Potsdam |
| 16 | TV | Janina Meissner  | 22 tháng 2, 1995 (17 tuổi)  |      |     | TSG 1899 Hoffenheim    |
| 17 | HV | Johanna Tietge   | 16 tháng 4, 1996 (16 tuổi)  |      |     | VfL Wolfsburg          |
| 18 | TĐ | Venus El-Kassem  | 4 tháng 1, 1995 (17 tuổi)   |      |     | 1. FFC Turbine Potsdam |
| 19 | HV | Marie Becker     | 18 tháng 5, 1995 (17 tuổi)  |      |     | Holstein Kiel          |
| 20 | TV | Rebecca Knaak    | 23 tháng 6, 1996 (16 tuổi)  |      |     | SC 07 Bad Neuenahr     |
| 21 | TM | Miriam Hanemann  | 24 tháng 3, 1997 (15 tuổi)  |      |     | 1. FFC Frankfurt       |

### Ghana
Huấn luyện viên: Mas-Ud Dramani

| Số | VT | Cầu thủ              | Ngày sinh (tuổi)            | Trận | Bàn | Câu lạc bộ                 |
| -- | -- | -------------------- | --------------------------- | ---- | --- | -------------------------- |
| 1  | TM | Sawude Issah         | 24 tháng 11, 1995 (16 tuổi) |      |     | Hasaacas Ladies            |
| 2  | HV | Naomi Anima          | 18 tháng 5, 1998 (14 tuổi)  |      |     | Ash Town Ladies            |
| 3  | TĐ | Jane Ayieyam         | 19 tháng 10, 1997 (14 tuổi) |      |     | Ash Town Ladies            |
| 4  | TV | Rasheda Abdul-Rahman | 28 tháng 11, 1996 (15 tuổi) |      |     | Lepo Stars Ladies          |
| 5  | TĐ | Lily Niber-Lawrence  | 23 tháng 6, 1997 (15 tuổi)  |      |     | Hasaacas Ladies            |
| 6  | HV | Ellen Coleman        | 11 tháng 12, 1995 (16 tuổi) |      |     | Ghatel Ladies Accra        |
| 7  | TĐ | Sherifatu Sumaila    | 30 tháng 11, 1996 (15 tuổi) |      |     | Lepo Stars Ladies          |
| 8  | TĐ | Wasila Diwura-Soale  | 1 tháng 9, 1996 (16 tuổi)   |      |     | Hasaacas Ladies            |
| 9  | TĐ | Alberta Ahialey      | 23 tháng 4, 1997 (15 tuổi)  |      |     | Ghana Post Ladies          |
| 10 | TV | Gladys Neequaye      | 20 tháng 4, 1998 (14 tuổi)  |      |     | Faith Ladies               |
| 11 | HV | Vida Opoku           | 15 tháng 12, 1997 (14 tuổi) |      |     | Olympique Marseille Ladies |
| 12 | TV | Gladys Amfobea       | 1 tháng 7, 1998 (14 tuổi)   |      |     | Lepo Stars Ladies          |
| 13 | TV | Samira Abdul-Rahman  | 28 tháng 11, 1997 (14 tuổi) |      |     | Lepo Stars Ladies          |
| 14 | TV | Priscilla Okyere (c) | 6 tháng 6, 1995 (17 tuổi)   |      |     | Fabulous Ladies            |
| 15 | HV | Belinda Anane        | 14 tháng 6, 1998 (14 tuổi)  |      |     | Fabulous Ladies            |
| 16 | TM | Victoria Agyei       | 5 tháng 3, 1996 (15 tuổi)   |      |     | Ash Town Ladies            |
| 17 | HV | Ivy Kolli            | 17 tháng 1, 1996 (16 tuổi)  |      |     | Inter Royal Ladies         |
| 18 | HV | Regina Antwi         | 26 tháng 11, 1995 (16 tuổi) |      |     | Ghatel Ladies Accra        |
| 19 | TĐ | Laadi Issaka         | 11 tháng 7, 1997 (15 tuổi)  |      |     | Sharp Arrows Ladies        |
| 20 | TV | Fatima Alhassan      | 13 tháng 8, 1996 (16 tuổi)  |      |     | Ash Town Ladies            |
| 21 | TM | Azume Adams          | 28 tháng 12, 1997 (14 tuổi) |      |     | Hasaacas Ladies            |

### Trung Quốc
Huấn luyện viên: Trương Sùng Lai
| Số | VT | Cầu thủ             | Ngày sinh (tuổi)            | Trận | Bàn | Câu lạc bộ          |
| -- | -- | ------------------- | --------------------------- | ---- | --- | ------------------- |
| 1  | TM | Lý Mộng Vũ          | 6 tháng 6, 1995 (17 tuổi)   |      |     | Thép Hà Nam         |
| 2  | HV | Trương Hâm          | 20 tháng 11, 1995 (16 tuổi) |      |     | Đại Liên Thực Đức   |
| 3  | HV | Tưởng Đình Đình (c) | 17 tháng 4, 1995 (17 tuổi)  |      |     | Thép Hà Nam         |
| 4  | HV | Vương Hy            | 23 tháng 1, 1997 (15 tuổi)  |      |     | Sơn Đông Hoàng Minh |
| 5  | HV | Tống Vũ Tình        | 2 tháng 3, 1995 (17 tuổi)   |      |     | Đại Liên Thực Đức   |
| 6  | TV | Tiêu Dụ Nghi        | 10 tháng 1, 1996 (16 tuổi)  |      |     | Nữ Thượng Hải       |
| 7  | TV | Lưu Diễm Thu        | 31 tháng 12, 1995 (16 tuổi) |      |     | Đại học Giang Hán   |
| 8  | TV | Lôi Giai Tuệ        | 22 tháng 9, 1995 (17 tuổi)  |      |     | Thép Hà Nam         |
| 9  | TĐ | Trương Thần         | 11 tháng 10, 1995 (16 tuổi) |      |     | Bắc Kinh Bát Hỷ     |
| 10 | TĐ | Tống Đoan           | 2 tháng 8, 1995 (17 tuổi)   |      |     | Đại Liên Thực Đức   |
| 11 | TV | Trương Trúc         | 20 tháng 5, 1996 (16 tuổi)  |      |     | Bắc Kinh Bát Hỷ     |
| 12 | HV | Trần Bình Bình      | 4 tháng 9, 1995 (17 tuổi)   |      |     | Quảng Đông Hải Ấn   |
| 13 | TĐ | Lý Mộng Văn         | 28 tháng 3, 1995 (17 tuổi)  |      |     | Giang Tô Hoa Thái   |
| 14 | HV | Vương Xuan          | 2 tháng 7, 1996 (16 tuổi)   |      |     | Sơn Đông Hoàng Minh |
| 15 | TV | Mậu Tư Văn          | 24 tháng 1, 1995 (17 tuổi)  |      |     | Nữ Thượng Hải       |
| 16 | TĐ | Đường Giai Lệ       | 16 tháng 3, 1995 (17 tuổi)  |      |     | Nữ Thượng Hải       |
| 17 | TĐ | Đổng Giai Bảo       | 21 tháng 11, 1996 (15 tuổi) |      |     | Thép Hà Nam         |
| 18 | TM | Lục Phi Phi         | 10 tháng 11, 1995 (16 tuổi) |      |     | Giang Tô Hoa Thái   |
| 19 | TV | Quý Tân Dực         | 16 tháng 6, 1996 (16 tuổi)  |      |     | Bắc Kinh Bát Hỷ     |
| 20 | TV | Lã Duyệt Vân        | 13 tháng 11, 1995 (16 tuổi) |      |     | Đại học Giang Hán   |
| 21 | TM | Vương Hân           | 28 tháng 8, 1995 (17 tuổi)  |      |     | Sơn Tây             |

### Uruguay
Huấn luyện viên: Graciela Rebollo

| Số | VT | Cầu thủ               | Ngày sinh (tuổi)            | Trận | Bàn | Câu lạc bộ                |
| -- | -- | --------------------- | --------------------------- | ---- | --- | ------------------------- |
| 1  | TM | Anabel Ubal           | 24 tháng 12, 1995 (16 tuổi) |      |     | Racing Club de Montevideo |
| 2  | HV | Nicole Arámbulo (c)   | 26 tháng 7, 1995 (17 tuổi)  |      |     | Colón F.C.                |
| 3  | HV | Karen Acosta          | 13 tháng 10, 1995 (16 tuổi) |      |     | San Miguel                |
| 4  | HV | Carina Felipe         | 3 tháng 3, 1998 (14 tuổi)   |      |     | Club Nacional de Football |
| 5  | TV | Agustina Arámbulo     | 24 tháng 6, 1998 (14 tuổi)  |      |     | Colón F.C.                |
| 6  | TV | Yamila del Puerto     | 19 tháng 11, 1996 (15 tuổi) |      |     | C.A. Cerro                |
| 7  | TĐ | Keisy Silveira        | 12 tháng 11, 1995 (16 tuổi) |      |     | Club Nacional de Football |
| 8  | TV | María González        | 29 tháng 10, 1995 (16 tuổi) |      |     | Colón F.C.                |
| 9  | TV | Cinthia González      | 28 tháng 9, 1995 (16 tuổi)  |      |     | Colón F.C.                |
| 10 | TV | Carolina Birizamberri | 9 tháng 7, 1995 (17 tuổi)   |      |     | C.A. Bella Vista          |
| 11 | TĐ | Yamila Badell         | 1 tháng 3, 1996 (16 tuổi)   |      |     | Colón F.C.                |
| 12 | TM | Valentina Rodriguez   | 7 tháng 9, 1995 (17 tuổi)   |      |     | Colón F.C.                |
| 13 | TĐ | Jemina Rolfo          | 20 tháng 2, 1995 (17 tuổi)  |      |     | Montevideo Wanderers F.C. |
| 14 | TV | Stephanie Tregartten  | 13 tháng 10, 1997 (14 tuổi) |      |     | Iasa Paysandú             |
| 15 | HV | Gisella Dell'Oca      | 26 tháng 7, 1995 (17 tuổi)  |      |     | Montevideo Wanderers FC   |
| 16 | HV | Romina Soravilla      | 28 tháng 5, 1996 (16 tuổi)  |      |     | Club Nacional de Football |
| 17 | TV | Sabrina Soravilla     | 28 tháng 5, 1996 (16 tuổi)  |      |     | Club Nacional de Football |
| 18 | TV | Antonella Larrica     | 11 tháng 10, 1995 (16 tuổi) |      |     | Colón F.C.                |
| 19 | TĐ | Lucía Cappelletti     | 28 tháng 5, 1996 (16 tuổi)  |      |     | Club Nacional de Football |
| 20 | TV | Alaides Bonilla       | 27 tháng 5, 1996 (16 tuổi)  |      |     | Club Nacional de Football |
| 21 | TM | Gabriela Gonzalez     | 10 tháng 5, 1995 (17 tuổi)  |      |     | Juventud Colonia          |